# Imparfinis pijpersi
Imparfinis pijpersi és una espècie de peix d'aigua dolça de la família dels heptaptèrids i de l'ordre dels siluriformes. Els adults poden assolir els 9,5 cm de llargària total.
Es troba a Surinam (Sud-amèrica) a la conca del riu Corantijn.